# ایرچک (روستا)
ایرچک (به بلغاری: Irechek) یک منطقهٔ مسکونی در بلغارستان است که در شهرستان کاوارنا واقع شده‌است.
 ایرچک ۱۲٫۰۶۲ کیلومتر مربع مساحت و ۲۶ نفر جمعیت دارد.